# Nadzieja umiera ostatnia
Nadzieja umiera ostatnia – pierwsza książka Haliny Birenbaum, opisująca przeżycia autorki z okresu II wojny światowej. Pisarka jako dziecko przeżyła koszmar warszawskiego getta i obozów koncentracyjnych: na Majdanku, w Auschwitz-Birkenau, Ravensbrück i Neustadt-Glewe, gdzie doczekała wyzwolenia w 1945 roku. Książka została przetłumaczona na język angielski, niemiecki, francuski, japoński i hebrajski.